# Liste der Baudenkmäler in Spenge
Die Liste der Baudenkmäler in Spenge enthält die denkmalgeschützten Bauwerke auf dem Gebiet der Stadt Spenge im Kreis Herford in Nordrhein-Westfalen (Stand: Dezember 2018). Diese Baudenkmäler sind in der Denkmalliste der Stadt Spenge eingetragen; Grundlage für die Aufnahme ist das Denkmalschutzgesetz Nordrhein-Westfalen (DSchG NRW).

| Bild                             | Bezeichnung                                    | Lage                                       | Beschreibung | Bauzeit | Eingetragen seit | Denkmal- nummer |
| -------------------------------- | ---------------------------------------------- | ------------------------------------------ | ------------ | ------- | ---------------- | --------------- |
| weitere Bilder                   | Evangelische Pfarrkirche Spenge                | Spenge Lange Straße Karte                  |              |         | 15.01.1986       | 1               |
| Evangelisches Pfarrhaus          | Evangelisches Pfarrhaus                        | Spenge Poststraße 22 Karte                 |              | 1903    | 15.01.1986       | 2               |
| weitere Bilder                   | Werburg (Wirtschaftsgebäude, Scheune, Torhaus) | Spenge Karte                               |              |         | 15.01.1986       | 3               |
| weitere Bilder                   | Schloss Mühlenburg                             | Spenge Karte                               |              |         | 15.01.1986       | 4               |
| Villa Grönegreß                  | Villa Grönegreß                                | Spenge Poststraße 3 Karte                  |              |         | 15.01.1986       | 5               |
| Haus Ruwe                        | Haus Ruwe                                      | Spenge Griesenbruchstraße 34 Karte         |              |         | 15.01.1986       | 6               |
| Haus Kartelmeyer                 | Haus Kartelmeyer                               | Spenge Griesenbruchstraße 30 Karte         |              | 1795    | 15.01.1986       | 7               |
| weitere Bilder                   | Evangelische Pfarrkirche Wallenbrück           | Wallenbrück Neuenkircher Straße Karte      |              |         | 15.01.1986       | 8               |
| weitere Bilder                   | Windmühle Hücker-Aschen                        | Hücker-Aschen Windmühlenweg Karte          |              |         | 15.01.1986       | 9               |
| BW                               | Speicher Hof Jostmeier                         | Lenzinghausen Am Schützenwäldchen 20 Karte |              |         | 15.01.1986       | 10              |
| BW                               | Fachwerkkötterhaus                             | Lenzinghausen Nagelsholz 80 Karte          |              |         | 15.01.1986       | 11              |
| Alter Friedhof Wallenbrück       | Alter Friedhof Wallenbrück                     | Wallenbrück Wallenbrücker Straße Karte     |              |         | 15.01.1986       | 12              |
| BW                               | Fachwerkkotten                                 | Bardüttingdorf Wallstraße 41 Karte         |              |         | 20.10.1986       | 13              |
| BW                               | Windmühlenstumpf                               | Lenzinghausen Bielefelder Straße 115 Karte |              |         | 09.07.1992       | 14              |
| Grabstätte der Familie Oldemeier | Grabstätte der Familie Oldemeier               | Spenge Friedhof Karte                      |              |         | 25.04.2002       | 15              |
| weitere Bilder                   | Kriegerdenkmäler 1870/71, 1914/18 und 1939/45  | Spenge Friedhof Karte                      |              |         | 23.05.2005       | 16              |
| BW                               | Wohn- und Wirtschaftsgebäude „Hühnerhaus“      | Spenge An der Allee 60 Karte               |              |         | 31.08.2018       | 17              |